# Остров Коровина
Остров Коровина (англ. Korovin Island, эским. Tanĝanuk) — остров в Тихом океане в группе островов Шумагина в восточной части Алеутской гряды. Входит в состав штата Аляска, США.
Назван во второй половине 18 века в честь русского морехода Ивана Коровина.